# Irländska sjön
| Irländska sjöns läge |  | Satellitbild |
| Irländska sjöns läge |  | Satellitbild |

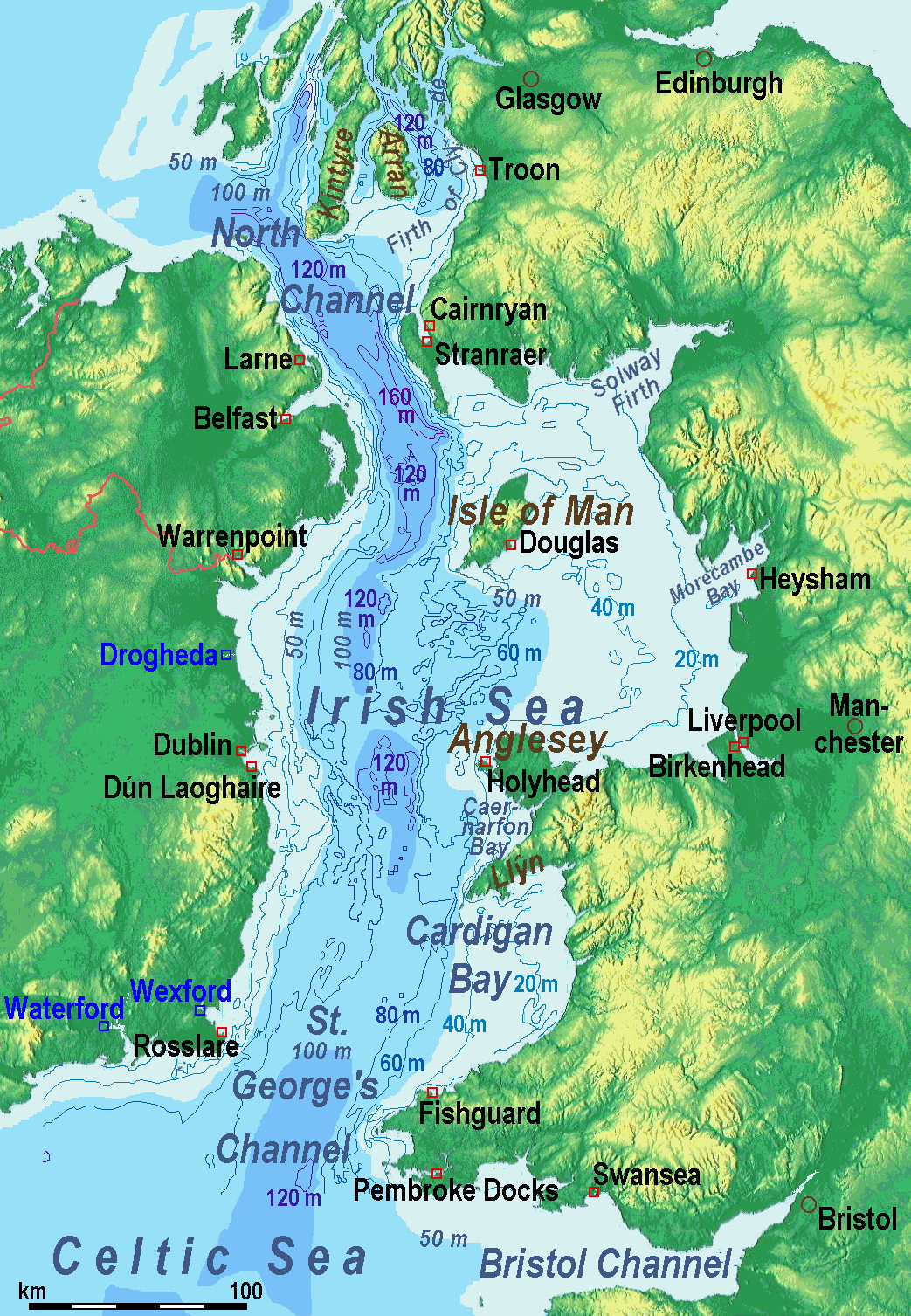
Hamnar längs Irländska sjön

Irländska sjön är det innanhav som skiljer öarna Irland och Storbritannien.

## Geografi
Irländska sjön förbinds i söder med Keltiska sjön och Atlanten genom Sankt Georgskanalen (sundet mellan Irland och Wales. I norr står den i förbindelse med Atlanten genom Nordkanalen (sundet mellan Irland och Skottland). Ön Isle of Man ligger i Irländska sjön. Bukten i sydost är Cardiganbukten. Till de större hamnstäderna kan nämnas Dublin och Liverpool. Huvuddelen av färjetrafiken mellan de två öarna går mellan Dublin och Holyhead. 

## Historia
Under delar av den senaste istiden var innanhavet troligen en sötvattensjö. När isen drog sig tillbaka fick Irländska sjön kontakt med havet igen, och blev efter en tid åter salt.

## Namn
- engelska: Irish Sea
- lågskotska: Erse Sie
- iriska: Muir Éireann eller An Mhuir Mheann
- skotsk gaeliska: Muir Èireann
- manx: Y Keayn Yernagh
- kymriska: Môr Iwerddon

## Föroreningar
Irländska sjön har blivit drabbad av omfattande föroreningar från kärnvapenproduktion som skett i Sellafield framförallt under 1940- och 1950-talen. Uppskattningsvis ska 250 kilogram plutonium ha sedimenterat på dess botten under de år produktionen pågick.